# U.S. Route 25
Pour les articles homonymes, voir Route 25.
La U.S. Route 25 (US 25) est une US Route sud–nord qui parcourt 750 miles (1 210 km) dans le sud et le Midwest des États-Unis. Son terminus sud se trouve à Brunswick, Géorgie, d'où elle se dirige vers le nord en passant par les villes d'Augusta, Géorgie, de Greenville, Caroline du Sud et d'Asheville, Caroline du Nord, avant de se diviser en deux branches, la US 25W et la US 25E entre Newport, Tennessee et North Corbin, Kentucky. Après avoir passé par Richmond et Lexington, Kentucky, elle atteint son terminus nord à la frontière avec l'Ohio à Covington, Kentucky. La route traverse les Appalaches sur son parcours.

## Description du tracé
|       | mi     | km       |
| ----- | ------ | -------- |
| GA    | 190,00 | 305,80   |
| SC    | 140,60 | 226,30   |
| NC    | 75,40  | 121,30   |
| TN    | 20,30  | 32,70    |
| 25E   | 112,80 | 181,50   |
| 25W   | 145,70 | 234,50   |
| KY    | 177,30 | 285,30   |
| Total | 862,10 | 1 387,40 |

### Géorgie
Débutant à l'intersection avec la US 17 à Brunswick, la US 25 se dirige vers le nord-ouest jusqu'à Jesup puis vers le nord-est jusqu'à Ludowici. Elle demeure ensuite dans un alignement vers le nord dans les villes de Statesboro, de Millen, de Waynesboro et finalement, d'Augusta, où elle traverse le fleuve Savannah pour entrer en Caroline du Sud.

### Caroline du Sud
Après être entrée en Caroline du Sud depuis Augusta, Géorgie, la US 25 se dirige vers le nord dans le centre-ville de North Augusta, rencontrant l'I-20 tout juste à l'extérieur de la ville. La route continue vers le nord-ouest en passant par les villes d'Edgefield, de Greenwood et de Greenville. Elle bifurque vers le nord à Travelers Rest jusqu'à la frontière avec la Caroline du Nord. La majorité du tracé est formé d'une route à quatre voies avec certaines sections où elle prend la forme d'une voie rapide.

### Caroline du Nord
La US 25 devient une autoroute dès la frontière avec la Caroline du Sud à Tuxedo. Elle continue vers le nord jusqu'à ce qu'elle rencontre l'I-26 / US 74 près d'East Flat Rock. Elle forme un multiplex jusqu'aux environs de Fletcher, où elle traverse Arden, Biltmore Forest et le centre-ville d'Asheville avant de reformer un multiplex avec l'I-26 près de Woodfin. À Weaverville, la US 25 et la US 70 se dirigent ensemble vers le nord-ouest en passant par Marshall et Hot Springs pour atteindre le Tennessee.

### Tennessee
En multiplex avec la US 70, la US 25 entre au Tennessee dans les Bald Mountains. Sur la rive nord de la French Broad River, elle quitte la Forêt nationale de Cherokee. Elle entre ainsi à Newport, après avoir traversé la Pigeon River. Elle traverse le centre-ville et, aux limites ouest de Newport, la US 25 se sépare en deux routes: la US 25E vers Morristown et la US 25W vers Knoxville.

### U.S. Route 25W
Parcourant 145,7 miles (234,5 km) entre Newport, Tennessee et North Corbin, Kentucky, la US 25W se dirige vers l'ouest en reliant les villes de Dandridge, Knoxville et Clinton. Elle bifurque vers le nord et forme un multiplex avec l'I-75 pour passer par Caryville, Jacksboro, La Follette et Jellico avant de traverser la frontière avec le Kentucky. La route continue vers le nord en passant par Williamsburg avant d'atteindre le centre-ville de Corbin et de rencontrer la US 25E à North Corbin.

### U.S. Route 25E
Parcourant 112,8 miles (181,5 km) entre Newport, Tennessee et North Corbin, Kentucky, la US 25E relie les villes de White Pine, Morristown, Bean Station, Tazewell et Harrogate au Tennessee. Elle entre au Kentucky via le Cumberland Gap Tunnel et elle relie les villes de Middlesboro et de Barbourville. À North Corbin, après avoir rencontré la US 25W, un connecteur de la US 25E continue vers l'ouest jusqu'à l'I-75.

### Kentucky
La US 25 redémarre à la jonction entre la US 25W et la US 25E à North Corbin. Elle traverse la ville en étant parallèle à l'I-75. Elle passe par les villes de London, Berea, Richmond, Lexington et Dry Ridge. La US 25 prend fin à Covington à la frontière avec l'Ohio au-dessus de la rivière Ohio. La US 42 / US 127 continuent vers le nord à Cincinnati.

## Intersections majeures
Segment sud
Géorgie
 US 17 à Brunswick
 US 341 à Brunswick. Les routes forment un multiplex jusqu'à Jesup.
 I-95 à Dock Junction
 US 301 à Jesup. Les routes forment un multiplex jusqu'à Statesboro.
 US 84 à Jesup. Les routes forment un multiplex jusqu'à Ludowici.
 US 280 à Claxton
 I-16 au sud-est de Register
 US 80 à Statesboro. Les routes forment un multiplex jusqu'à Hopeulikit.
 I-520 à Augusta
 US 1 / US 78 / US 278 à Augusta. Les routes forment un multiplex jusqu'à North Augusta, Caroline du Sud.
Caroline du Sud
 I-20 à North Augusta
 US 378 au nord-ouest d'Edgefield
 US 178 au sud-est de Greenwood. Les routes forment un multiplex jusqu'au sud-est de Hodges.
 US 221 à Greenwood. Les routes forment un multiplex dans la ville.
 US 76 à Princeton. Les routes forment un multiplex jusqu'au nord-ouest de Princeton.
 I-185 à Gantt
 I-85 aux limites entre Gantt et Greenville
 I-185 au sud-ouest de Dunean
 US 123 aux limites entre Welcome et Parker
 US 276 au sud de Travelers Rest. Les routes forment un multiplex jusqu'à Travelers Rest.
Caroline du Nord
 US 176 au sud d'East Flat Rock
 I-26 / US 74 à l'est d'East Flat Rock. Les routes forment un multiplex jusqu'à Fletcher.
 US 64 à Hendersonville
 I-40 à Asheville
 I-240 / US 70 à Asheville
 I-26 / US 19 / US 23 / US 70 à Woodfin. L'I-26 / US 19 / US 23 / US 25 forment un multiplex jusqu'à Weaverville. La US 25 / US 70 forment un multiplex jusqu'à Newport, Tennessee.
Tennessee
 US 321 à Newport. Les routes forment un multiplex dans la ville.
 US 25W / US 25E à Newport. La US 70 forme le multiplex avec la US 25W jusqu'à l'est de Knoxville.
US 25W
Tennessee
 US 25 / US 25E à Newport
 I-40 à Wilsonville
 US 441 à Wilsonville
 I-40 au nord-ouest de Dandridge
 US 11E à l'est de Knoxville. Les routes forment un multiplex jusqu'à Knoxville
 I-40 à Knoxville. Les routes forment un multiplex dans la ville.
 I-640 à Knoxville
 US 441 au nord de Knoxville
 I-75 / I-275 à North Knoxville
 US 441 à Lake City
 I-75 à Lake City. Les routes forment un multiplex jusqu'à Caryville.
 I-75 à Jellico
Kentucky
 I-75 au nord de Williamsburg
 I-75 au sud de Corbin
 US 25 / US 25E à North Corbin
US 25E
Tennessee
 US 25 / US 25W à Newport
 I-81 à White Pine
 US 11E à Morristown. Les routes forment un multiplex dans la ville.
 US 11W à Bean Station. Les routes forment un multiplex jusqu'à Tate Springs.
 US 58 à Cumberland Gap
Kentucky
 US 119 à Pineville
 US 25 / US 25W à North Corbin
Segment nord
Kentucky
 US 25W / US 25E à North Corbin
 I-75 au sud de Mount Vernon
 US 150 à Mount Vernon
 I-75 à Mount Vernon
 US 421 au sud-est de Richmond. Les routes forment un multiplex jusqu'à Lexington.
 I-75 à Richmond
 I-75 au sud-est de Lexington. Les routes forment un multiplex jusqu'à Lexington.
 US 60 à Lexington. Les routes forment un multiplex dans la ville.
 US 27 / US 68 à Lexington
 US 62 / US 460 à Georgetown
 US 42 / US 127 à Florence. Les routes forment un multiplex jusqu'à la frontière avec l'Ohio.
 I-275 à Crestview Hills
 I-71 / I-75 à Fort Mitchell
 I-71 / I-75 à Covington